# Resecció segmentària
La resecció segmentària (o segmentectomia) és un procediment quirúrgic per extirpar part d'un òrgan o glàndula, com un subtipus de resecció. Pot implicar l'eliminació de tota la part del cos. També es pot usar per eliminar un tumor i el teixit normal que l'envolta. En cirurgia del càncer de pulmó, la resecció segmentària es refereix a l'eliminació d'una secció d'un lòbul del pulmó. El marge de resecció és la vora del teixit extirpat; és important que aquesta es mostri lliure de cèl·lules canceroses en l'examen per un patòleg.